# Erromenus rufifemur
Erromenus rufifemur là một loài tò vò trong họ Ichneumonidae.